# Albert Heim
Albert Heim, född 12 april 1849 i Zürich, död där 31 augusti 1937, var en schweizisk geolog.
Heim blev 1873 professor vid Polytechnikum i Zürich, 1875 därjämte e.o. och 1887 ordinarie professor vid universitetet där, förestod från 1881 den naturvetenskapliga avdelningen vid Polytechnikum och var de geologiska samlingarnas direktor. År 1911 tog han avsked från professuren.
Heim skrev en mängd arbeten, av vilka här kan nämnas endast Untersuchungen über den Mechanismus der Gebirgsbildung (två band, 1878), Handbuch der Gletscherkunde (1885) och Beiträge zur geologischen Karte der Schweiz (1890) samt det stort anlagda, sammanfattande verket Geologie der Schweiz (1916-33). 
Heim var en av grundläggarna av de moderna åsikterna om bergskedjebildningen. Han utgav även en geologisk karta över Schweiz (i skalan 1:500 000; tillsammans med Schmidt, 1894) och för undervisningen avsedda geologiska reliefbilder i gips (över vulkaner, glaciärer o.s.v.). 
Han blev ledamot av svenska Vetenskapsakademien 1905, av Vetenskaps- och vitterhetssamhället i Göteborg 1910 och korresponderande ledamot av Geologiska Föreningen i Stockholm 1911. Han tilldelades Wollastonmedaljen 1904.